# Hale's Location
Hale's Location är en plats (civil township) i Carroll County i delstaten New Hampshire, USA. Vid folkräkningen år 2000 bodde 58 personer på orten. Den har enligt United States Census Bureau en area på totalt 6,2 km².  